# Línea 87 (EMT Madrid)
La línea 87 de la EMT de Madrid une la Plaza de la República Dominicana (Chamartín) con Las Cárcavas (Hortaleza).

## Características
Esta línea se estrenó en 1975 con el recorrido Alfonso XIII - Colonia Milán a través del puente de la Avenida de Ramón y Cajal y las calles López de Hoyos, Arturo Soria, Estrecho de Mesina, Ángel Cavero y Milán. Este recorrido se mantuvo hasta 1980, momento en que, tras haber abierto la línea 4 de Metro de Madrid hasta la estación de Esperanza, se modificó el recorrido dentro de la Colonia Virgen de la Esperanza dejando de atender la Colonia Milán y circulando por la carretera de Canillas, la calle Emigrantes, el barrio de San Lorenzo de Hortaleza y el barrio de San Antonio del mismo distrito. Pasó entonces a llamarse Alfonso XIII - Bº San Antonio.
En 1993, la línea vio modificado su recorrido en varios puntos. Por una parte, dejó de circular por el interior de la Colonia Virgen de la Esperanza y la carretera de Canillas para hacerlo por la recién abierta Gran Vía de Hortaleza, y por otra cambió su cabecera de la Avenida de Alfonso XIII a la calle José Silva, junto a la estación de Arturo Soria. La línea así modificada pasó a llamarse Arturo Soria - Bº San Antonio.
En 1995 se modificó el recorrido por los viales del barrio de San Antonio, atendiendo también al vecino barrio de Las Cárcavas en el recorrido de vuelta, sin modificación del nombre de la línea, y ya, por último, en 2001, se modificó la línea para tener el itinerario actual, dejando de circular por Arturo Soria y López de Hoyos para hacerlo por la calle Costa Rica hasta su nueva cabecera, en la Plaza de la República Dominicana. A partir de entonces adoptó la denominación actual.
Esta línea coincide en buena parte de su recorrido con la línea 8 del Metro de Madrid entre la Plaza de la República Dominicana y la Glorieta del Mar de Cristal, si bien atiende zonas apartadas de las estaciones de metro al estar muy separadas.
Además de atender a las barriadas de Las Cárcavas y San Antonio (mediante un circuito neutralizado), pasa por el Pinar del Rey, el casco antiguo de Hortaleza y el barrio de San Lorenzo.
Al ser tan estrechas y reducidas las calles del barrio de Las Cárcavas y San Antonio, esta línea suele llevar buses Breda Vivacity y Solaris Urbino eléctricos, de 8 metros de longitud, que permiten su circulación por esas calles y los giros entre ambas.

### Frecuencias
| Lunes a viernes laborables |                                                  |
| De 6:00 a 22:00            | 10-15 minutos                                    |
| De 22:00 a 23:00           | 15-20 minutos                                    |
| Sábados laborables         |                                                  |
| De 6:00 a 7:00             | A las 6:30, 7:15 (Ida) A las 6:00, 6:50 (Vuelta) |
| De 7:00 a 23:00            | 18-26 minutos                                    |
| Domingos y festivos        |                                                  |
| De 7:00 a 10:00            | 20-27 minutos                                    |
| De 10:00 a 23:00           | 18-26 minutos                                    |

### Material asignado
BredaMenarinibus Vivacity+ C GNC (serie 9101-9130)

## Recorrido y paradas

### Sentido Las Cárcavas
La línea inicia su recorrido en la Plaza de la República Dominicana, junto a la estación de Colombia de Metro de Madrid, teniendo correspondencia con varias líneas de autobús. Nada más empezar, sale por la calle Costa Rica, que recorre entera hasta cruzar sobre la M-30 y llegar a la intersección con la calle de Arturo Soria. En este punto sigue de frente por las calles de Emilio Rubín y Montearagón, por las que desemboca en la Gran Vía de Hortaleza.
A continuación, la línea circula por la Gran Vía de Hortaleza en su totalidad, al final de la cual llega a la Glorieta de Sandro Pertini, saliendo de la misma por la calle Arequipa hasta la Glorieta del Mar de Cristal, donde sale por la calle Mar Adriático.
Por la calle Mar Adriático llega a la Glorieta de Charalá, donde toma la Avenida de Bucaramanga, que recorre hasta la intersección con la calle Manizales, por la que sube hasta la Avenida de Celio Villalba por la cual sale del barrio de San Lorenzo para incorporarse a la calle Gregorio Sánchez Herráez, que cruza sobre la autopista M-40 entrando en Las Cárcavas.
Una vez dentro del viario de Las Cárcavas-San Antonio, la línea circula por el camino de Montoro, la avenida de Maruja Mallo y el Camino del Olivar, donde tiene su cabecera.
| Código | Parada                          | Común con   | Conexiones con Metro | Otros |
| ------ | ------------------------------- | ----------- | -------------------- | ----- |
| 4951   | REPÚBLICA DOMINICANA            |             | Colombia             |       |
| 300    | Costa Rica                      | 7 11 40     |                      |       |
| 302    | José María Soler                | 7 11 40     |                      |       |
| 2878   | Emilio Rubín                    |             |                      |       |
| 2879   | Montearagón                     |             |                      |       |
| 2880   | Luis Rosales                    |             |                      |       |
| 2882   | Gran Vía de Hortaleza-Haro      |             |                      |       |
| 2884   | Pinar del Rey                   |             | Pinar del Rey        |       |
| 2886   | Sandro Pertini                  |             |                      |       |
| 489    | Arequipa                        | 120 125 172 |                      |       |
| 4599   | Mar de Cristal                  | 120         | Mar de Cristal       |       |
| 2888   | Mar Adriático                   |             |                      |       |
| 2736   | Glorieta Charala                | 72          |                      |       |
| 2738   | Bucaramanga-Centro Comercial    | 72          |                      |       |
| 2742   | Manizales                       | 72          |                      |       |
| 2744   | San Lorenzo                     | 72          | San Lorenzo          |       |
| 2890   | Gregorio Sánchez Herráez        |             |                      |       |
| 5208   | Camino Viejo de Burgos          |             |                      |       |
| 2894   | Maruja Mallo-Montoro            |             |                      |       |
| 4785   | Maruja Mallo-Camino del Olivar  |             |                      |       |
| 2896   | LAS CÁRCAVAS (Cº del Olivar, 8) |             |                      |       |

### Sentido República Dominicana
La línea inicia su recorrido en el Camino del Olivar, en el barrio de San Antonio (Hortaleza). Dentro de ese barrio circula por la calle Grama, el Camino de Valdecarros, la Avenida de Maruja Mallo, la calle Caléndula, el Camino Viejo de Burgos, hace un circuito por dentro del barrio de Las Cárcavas (Murias de Paredes, Moreruelas, Mombuey, Hermanos Gascón y Murias de Paredes) y sale del barrio por la calle Gregorio Sánchez Herráez cruzando sobre la autopista M-40.
Desde este punto el recorrido es igual al de la ida (Avenida de Celio Villalba, Manizales, Avenida de Bucaramanga, Mar Adriático) hasta la Glorieta del Mar de Cristal, donde sale por la calle Ayacucho hasta la Glorieta de Sandro Pertini, donde toma la Gran Vía de Hortaleza.
De nuevo el recorrido de vuelta es igual al de ida pero en sentido contrario excepto el paso por el barrio de Atalaya, que lo hace por la calle Emeterio Castaños en vez de por Emilio Rubín y Montearagón.
| Código | Parada                                     | Común con   | Conexiones con Metro | Otros |
| ------ | ------------------------------------------ | ----------- | -------------------- | ----- |
| 2896   | LAS CÁRCAVAS (Cº del Olivar, 8)            |             |                      |       |
| 2897   | Grama                                      |             |                      |       |
| 4786   | Maruja Mallo-Montoro                       |             |                      |       |
| 4270   | Caléndula                                  |             |                      |       |
| 2899   | Murias de Paredes                          |             |                      |       |
| 2900   | Moreruela                                  |             |                      |       |
| 2901   | Mombuey                                    |             |                      |       |
| 3020   | San Andrés de Rabanedo                     |             |                      |       |
| 3022   | Camino Viejo de Burgos                     |             |                      |       |
| 2891   | Gregorio Sánchez Herráez                   |             |                      |       |
| 2745   | San Lorenzo                                |             | San Lorenzo          |       |
| 2743   | Manizales                                  |             |                      |       |
| 2739   | Bucaramanga-Centro Comercial               |             |                      |       |
| 2737   | Glorieta Charala                           |             |                      |       |
| 2889   | Mar de Cristal                             |             | Mar de Cristal       |       |
| 480    | Sandro Pertini                             | 120 125 172 |                      |       |
| 2887   | Sandro Pertini (Gran Vía de Hortaleza, 67) |             |                      |       |
| 2885   | Pinar del Rey                              |             | Pinar del Rey        |       |
| 2883   | Gran Vía de Hortaleza-Haro                 |             |                      |       |
| 4600   | López de Hoyos-Gran Vía de Hortaleza       |             |                      |       |
| 2881   | Luis Rosales                               |             |                      |       |
| 3926   | Colonia Banesto                            |             |                      |       |
| 2903   | Emeterio Castaños                          |             |                      |       |
| 2904   | Arturo Soria-Emeterio Castaños             |             |                      |       |
| 303    | José María Soler                           | 7 11 40     |                      |       |
| 2388   | Costa Rica                                 | 7 11 40     |                      |       |
| 314    | Chile                                      | 7 11 40     |                      |       |
| 4951   | REPÚBLICA DOMINICANA                       |             | Colombia             |       |

## Galería de imágenes

Mapa zonal de la estación de Mar de Cristal con los recorridos de las líneas de autobuses, entre las que aparece el 87.